# Stanhopea grandiflora
Stanhopea grandiflora (Humb. & Bonpl.) Rchb.f. là một synonym of Stanhopea jenischiana.
Stanhopea grandiflora là một loài lan có mặt từ Trinidad đến miền nam tropical America.

## Hình ảnh

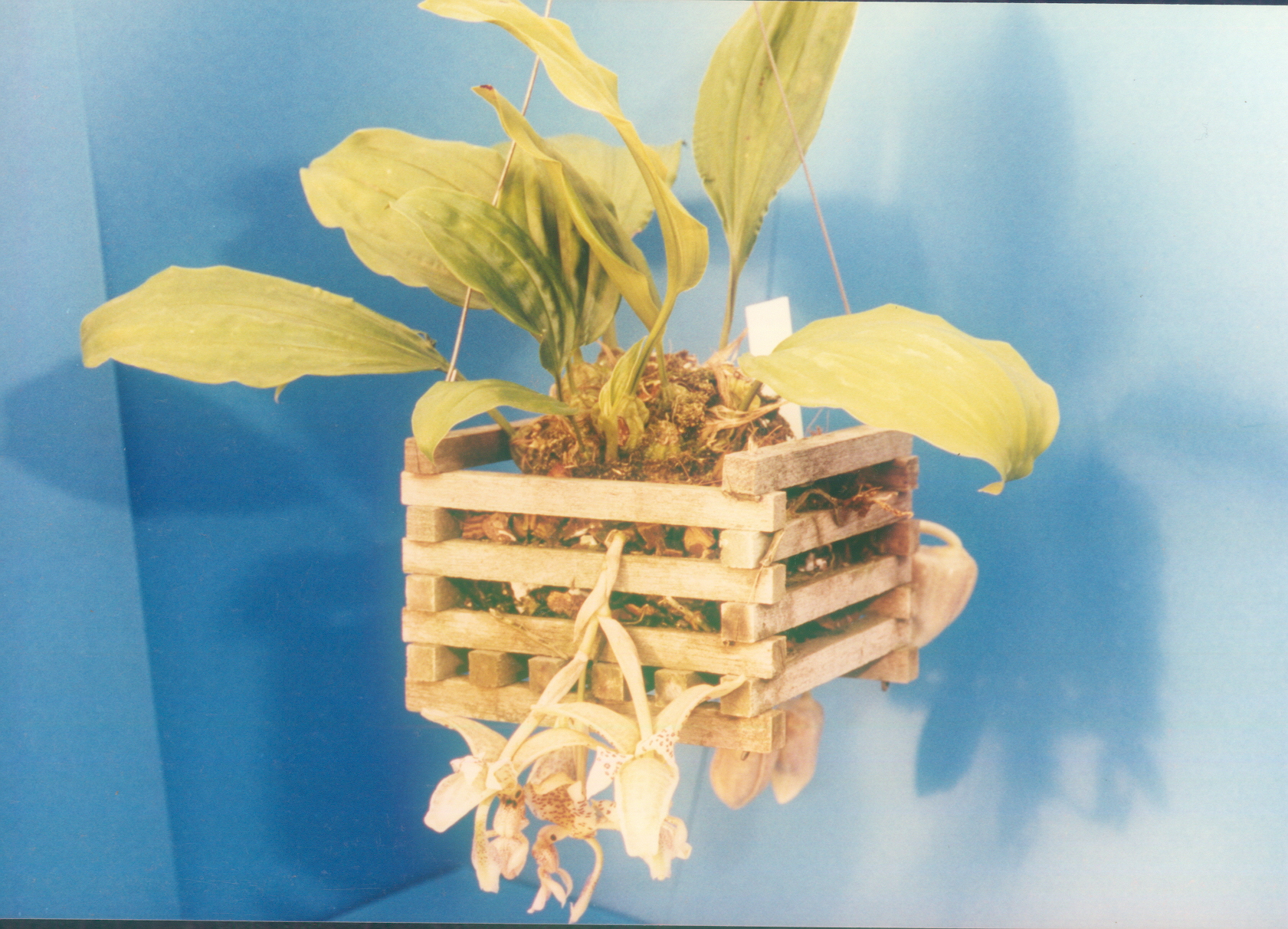
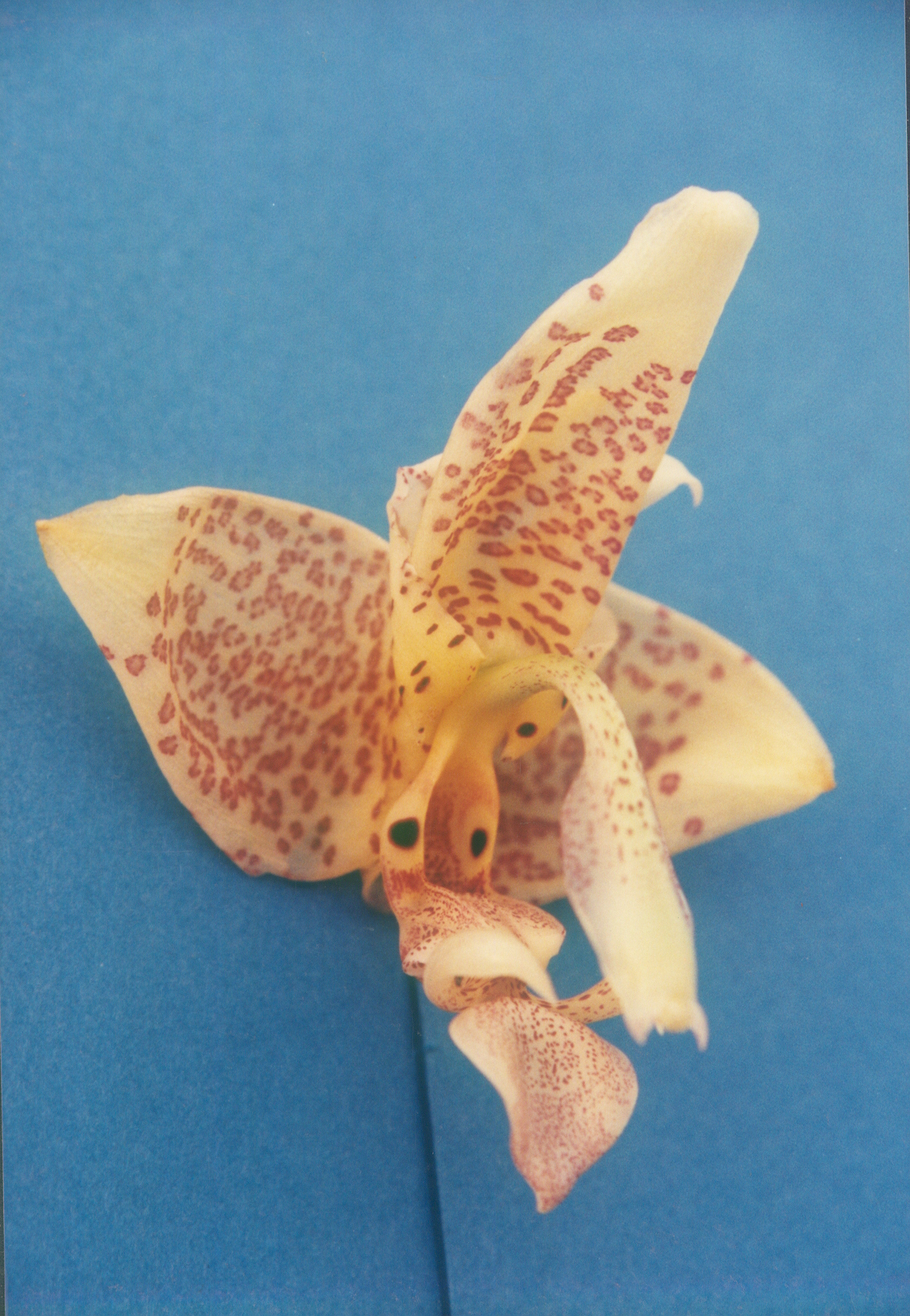
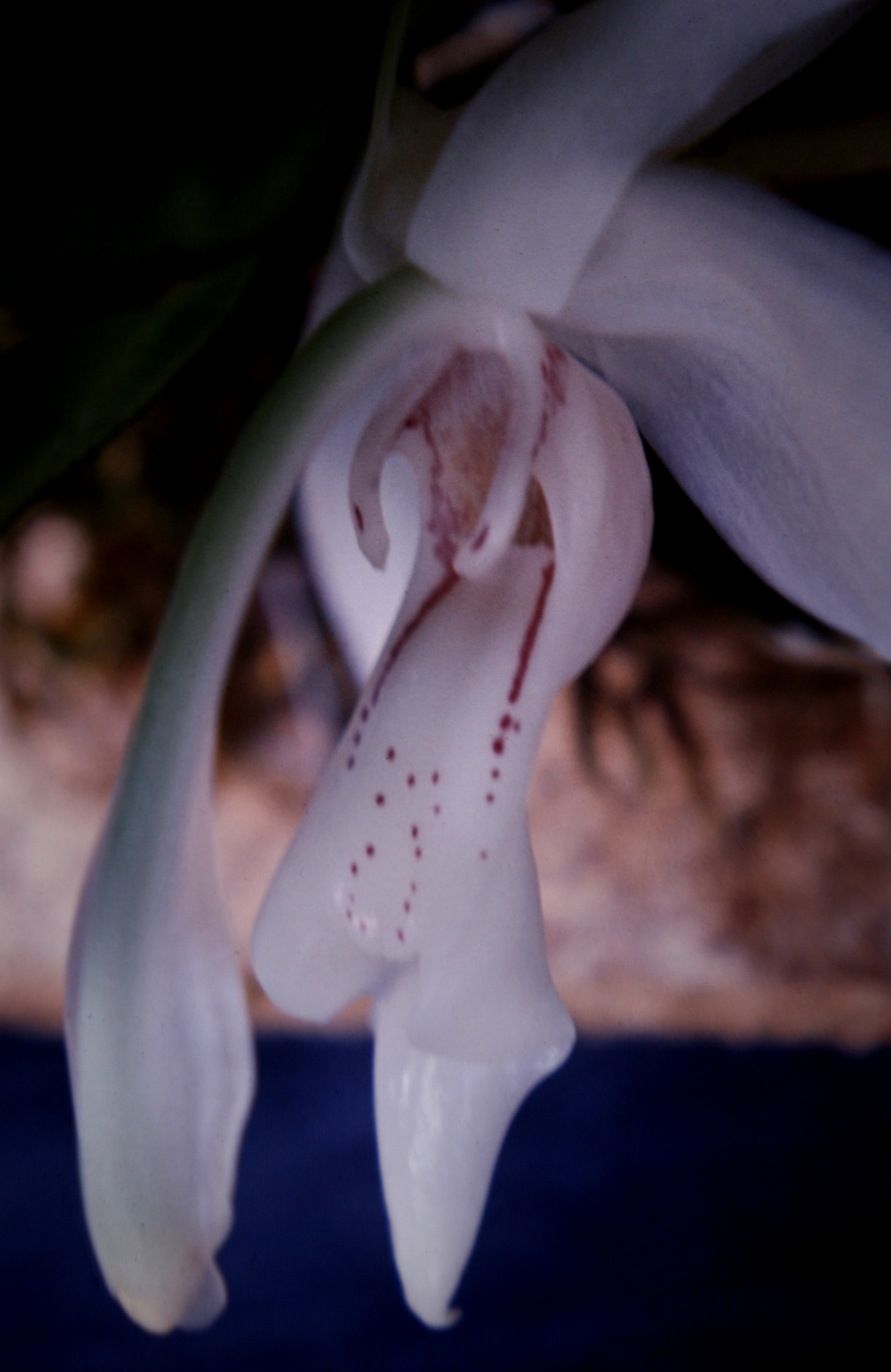
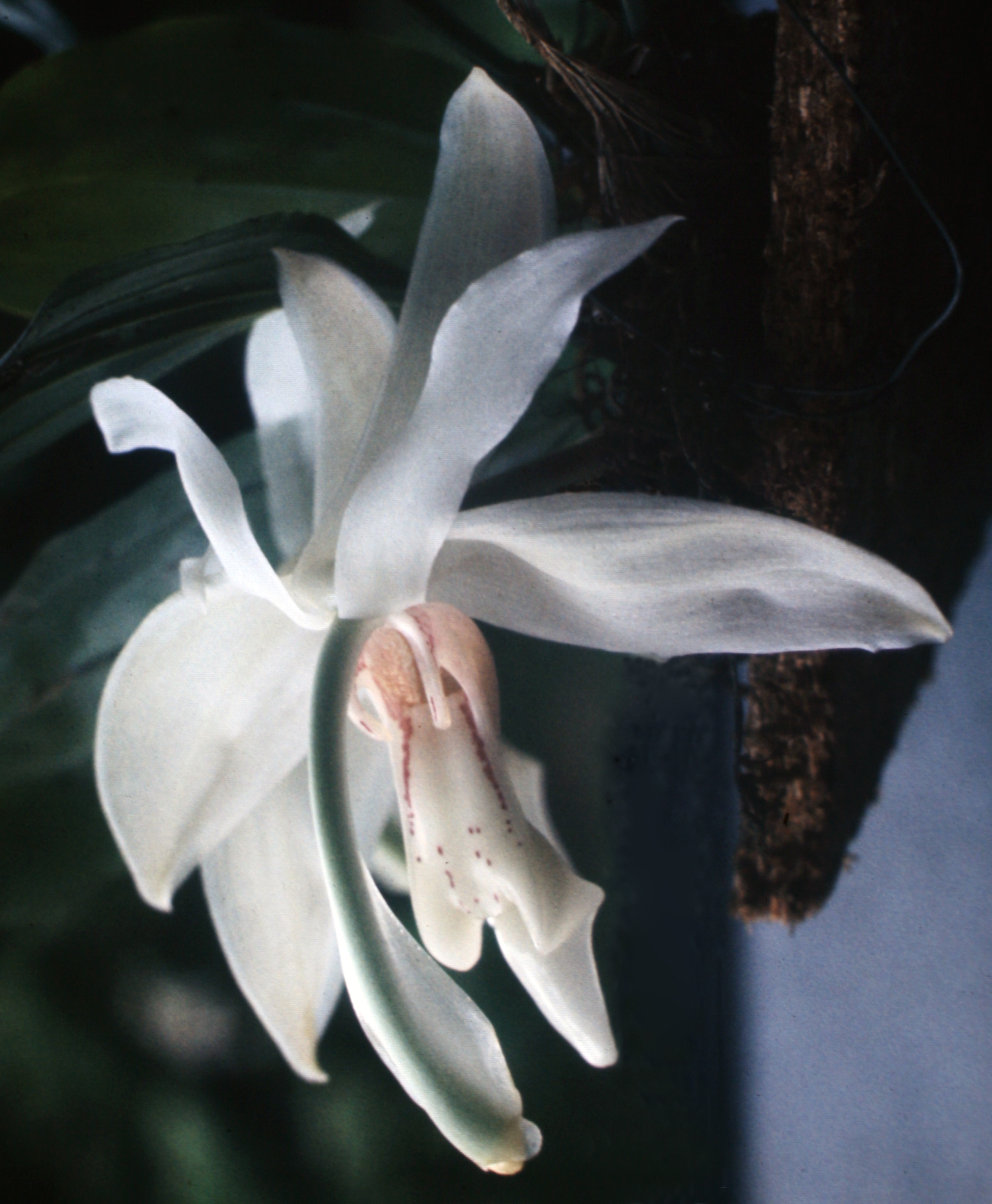